# Konvergente Ausdehnung
Die konvergente Ausdehnung ist eine Zellumordnung in einem mehrzelligen Organismus, bei der sich die Zellen derart neu anordnen, dass sich die Zellschicht verschmälert und zugleich verlängert. Dies wird durch eine Reorganisation des Cytoskeletts erreicht, wobei Anordnungen von Mikrofilamenten das apikale Ende der jeweiligen Zelle zusammenziehen, sodass die Zellen keilförmig werden und sich dann ineinander schieben (konvergieren) können. Wenn viele Zellen auf diese Weise konvergieren, kann dies eine beträchtliche Vergrößerung einer Gewebeschicht bewirken.
Ausgelöst und gesteuert wird dieser Prozess vermutlich von der extrazellulären Matrix, ein Netzwerk von sezernierten Glykoproteinen, das bei den morphogenetischen Wanderbewegungen von Zellen eine wichtige Rolle spielt.
Konvergente Ausdehnung ist im Frühstadium der Embryonalentwicklung relevant; sie tritt beispielsweise bei der Invagination der Gastrula und bei der Verlängerung des Urdarms (Archenteron) auf.